# Grande bufala della borsa valori del 1814
La grande bufala della Borsa valori del 1814 fu una bufala incentrata su informazioni false sulle guerre napoleoniche, e che coinvolse la Borsa valori di Londra nel 1814.

## La vicenda
Nella mattina di lunedì 21 febbraio 1814 un uomo in uniforme, presentatosi come Colonnello du Bourg, arrivò allo Ship Inn a Dover, Inghilterra, portando la notizia della morte di Napoleone Bonaparte e del ritorno al potere dei Borboni. Il colonnello chiese la trasmissione dell'informazione via telegrafosemaforico all'ammiragliato, per poi dirigersi verso Londra, fermandosi di locanda in locanda per portare la "buona notizia" . Tre "ufficiali francesi" vestiti in uniforme borbonica furono visti celebrare a Londra, e proclamare il ritorno della monarchia Borbonica.

## Gli effetti sulla borsa londinese
Dicerie sulla sconfitta napoleonica erano già in circolo dall'inizio del mese, e la combinazione di questi eventi ebbe un impatto significante sulla Borsa valori londinese. Il valore delle finanze decollò durante la mattina, subito dopo che le notizie da Dover cominciarono a circolare tra i trader della Borsa. A causa la mancanza di conferme ufficiali, i prezzi cominciarono a slittare dopo il trambusto iniziale, per poi essere sostenuti di nuovo dagli ufficiali francesi e i loro volantini.
Comunque, l'intera faccenda fu una bufala premeditata. Nel pomeriggio, il governo confermò che la notizia della pace era una messa in scena. I prezzi delle azioni ridiscesero al loro livello iniziale.

## Le indagini
In seguito, il comitato della borsa valori, sospettando una deliberata manipolazione della borsa, iniziò ad investigare sulla bufala. Fu presto scoperto che c'era stata una vendita, quel lunedì, di più di 1,1 milioni di sterline in due azioni del governo, la maggior parte di esse comprate la settimana precedente. Tre delle persone connesse con l'acquisto furono accusate di frode: Thomas Cochrane, un membro radicale del Parlamento d'Inghilterra e un famoso eroe navale, suo zio l'onorevole Andrew Cochrane-Johnstone, e Richard Butt, consulente finanziario di Lord Cochrane. Il capitano Random De Berenger, che si era presentato sia con il nome Du Bourg che come uno degli ufficiali francesi, fu anche lui arrestato. Furono condannati a 12 mesi di prigione, ad una multa di 1000£ a testa, e un'ora di gogna pubblica. Lord Cochrane fu privato del suo grado navale e espulso dall'Ordine del Bagno.

## La condanna di Lord Cochrane
Nonostante la condanna per frode, Lord Cochrane continuò ad affermare la sua innocenza. Nel 1816, tentò, senza riuscirci, di fare ricorso per "parzialità, misinterpretazione, ingiustizia e oppressione" contro Edward Law, primo Barone di Ellensborough, il giudice che presiedeva il caso. A dare man forte a Cochrane fu di certo il sostegno popolare, al punto che a seguito della sentenza venne rieletto nella Camera dei Comuni di Westminster. La sua condanna alla gogna fu annullata, per paura di una reazione popolare.
Lord Cochrane continuò a richiedere un riesame da parte del governo; nel 1832 gli fu garantita la grazia, includendo il reinserimento del suo rango di ammiraglio. Ottenne il reintegro nell'Ordine del Bagno e la restituzione di altre onorificenze nei decenni successivi.